# Červený Kostelec (stacja kolejowa)
Červený Kostelec – stacja kolejowa w miejscowości Červený Kostelec, w kraju hradeckim, w Czechach. Jest ważnym węzłem kolejowym o znaczeniu regionalnym. Znajduje się na wysokości 425 m n.p.m.
Jest zarządzana przez Správę železnic. Na stacji istnieje możliwości zakupu biletów i rezerwacji miejsc.

## Linie kolejowe
- 032 Jaroměř - Trutnov